# Woodridge, Illinois
Woodridge är en ort (village) i Cook County, DuPage County, och  Will County, i delstaten Illinois, USA. Enligt United States Census Bureau har orten en folkmängd på 33 200 invånare (2011) och en landarea på 24,4 km².